# Joseph Edward Brennan
Joseph Edward Brennan (ur. 2 listopada 1934 w Portland w stanie Maine, zm. 6 kwietnia 2024 tamże) – amerykański polityk i prawnik związany z Partią Demokratyczną.
W latach 1979–1987 pełnił funkcję gubernatora stanu Maine.
W latach 1987–1991 przez dwie dwuletnie kadencje Kongresu Stanów Zjednoczonych był przedstawicielem pierwszego okręgu wyborczego w stanie Maine w Izbie Reprezentantów Stanów Zjednoczonych.